# (278) Paulina
(278) Paulina – planetoida z pasa głównego asteroid okrążająca Słońce w ciągu 4 lat i 211 dni w średniej odległości 2,76 j.a. Została odkryta 16 maja 1888 roku w Obserwatorium Uniwersyteckim w Wiedniu przez Johanna Palisę. Pochodzenie nazwy planetoidy nie jest znane.